# Tricarinidae
Tricarinidae zijn een uitgestorven familie van pissebedden.

## Taxonomie
De volgende geslachten worden bij de familie ingedeeld:
- Tricarina Feldmann, Kolahdouz, Biranvand & Schweigert, 2007 †